# Frédéric Charrassin
Pour les articles homonymes, voir Charrassin.
Frédéric Charrassin, né le 25 décembre 1803 à Bourg-en-Bresse (Ain) et mort le 30 avril 1876 à Nice, est un journaliste et homme politique français.
Membre de la Charbonnerie et opposant républicain à la Monarchie de Juillet, Frédéric Charassin est durant cette période une des figures du communisme néo-babouviste de la ville de Lyon. Élu député sous la Deuxième République, il est proscrit à la suite du coup d'État du 2 décembre 1851. Devenu opposant au Second Empire, il finit sa vie comme soutien de la Commune de Paris. 
Il est le frère de Pierre Charrassin, député de l'Ain.

## Biographie
Avocat à Lyon et militant démocratique, il s'occupe aussi de linguistique, et publie en 1842 un dictionnaire des racines et dérivées de la langue française. Il est député de Saône-et-Loire de 1850 à 1851, siégeant au groupe d'extrême gauche de la Montagne. Après le coup d’État du 2 décembre 1851, il est exilé en Belgique, puis en Angleterre.

## Sources
- « Frédéric Charrassin », dans Adolphe Robert et Gaston Cougny, Dictionnaire des parlementaires français, Edgar Bourloton, 1889-1891 [détail de l’édition]